# Левица Србије
Левица Србије (скраћено ЛС) је бивша политичка странка у Републици Србији, основана 2015. Председник странке је био Борко Стефановић.
На изборима 2016. године странка је учествовала самостално и остала испод цензуса са 0,94% гласова. У априлу 2019. године се утопила у Странку слободе и правде.

## Резултати на изборима
| Избори | Коалиција       | # гласова | % од важећих | # посланика | Влада          |
| ------ | --------------- | --------- | ------------ | ----------- | -------------- |
| 2016   | са СДУ-НУПС-ПЗП | 35.710    | 0,94%        | 0 / 250     | ван парламента |

Након што су расписани председнички избори 2017. године, председништво Левице Србије је позвало своје симпатизере да гласају за једног од два кандидата опозиције Сашу Јанковића или Вука Јеремића.. Јанковић је освојио друго место са освојених 16,35% гласова, док је Јеремић био четврти са 5,65%.
На изборима за одборнике у скупштини града Београда 2018. године Левица Србије је учествовала на листи „Београд одлучује, људи побеђују” предвођену Драганом Ђиласом, која је освојила 18,93% и укупно 26 мандата, од чега су два припала Левици Србије. ЛС је био међу оснивачима Савеза за Србију.

## Остале активности
У новембру 2018. године, Борко Стефановић је физички нападнут пре почетка трибине Савеза за Србију у Крушевцу, што је био главни повод за почетак протеста Један од пет милиона.

## Крај постојања
19. априла, Левица Србија се утопила у Странку слободе и правде Драгана Ђиласа, а Стефановић је постао њен потпредседник.